# World Seniors Tour
Il World Seniors Tour è il tour riservato ai giocatori di snooker sopra i 40 anni. È entrato in uso nella stagione 2017-2018 in sostituzione della Snooker Legends.

## Risultati
| Torneo                                | Vincitore      | Finalista        | Risultato | Stagione  | Città              | Note   |
| ------------------------------------- | -------------- | ---------------- | --------- | --------- | ------------------ | ------ |
| UK Seniors Championship 2017          | Jimmy White    | Ken Doherty      | 4 - 2     | 2017-2018 | Redhill            | [ 1 ]  |
| Seniors Irish Masters 2018            | Steve Davis    | Johnathan Bagley | 4 - 0     | 2017-2018 | Kill               | [ 2 ]  |
| World Seniors Championship 2018       | Aaron Canavan  | Patrick Wallace  | 4 - 3     | 2017-2018 | Scunthorpe         | [ 3 ]  |
| The Seniors Masters 2018              | Cliff Thorburn | Johnathan Bagley | 2 - 1     | 2017-2018 | Sheffield          | [ 4 ]  |
| UK Seniors Championship 2018          | Ken Doherty    | Igor Figueiredo  | 4 - 1     | 2018-2019 | Kingston upon Hull | [ 5 ]  |
| Seniors Irish Masters 2019            | Jimmy White    | Rodney Goggins   | 4 - 1     | 2018-2019 | Kill               | [ 6 ]  |
| Seniors 6-Red World Championship 2019 | Jimmy White    | Aaron Canavan    | 4 - 2     | 2018-2019 | Belfast            | [ 7 ]  |
| The Seniors Masters 2019              | Joe Johnson    | Barry Pinches    | 2 - 1     | 2018-2019 | Sheffield          | [ 8 ]  |
| World Seniors Championship 2019       | Jimmy White    | Darren Morgan    | 5 - 3     | 2019-2020 | Sheffield          | [ 9 ]  |
| UK Seniors Championship 2019          | Michael Judge  | Jimmy White      | 4 - 2     | 2019-2020 | Kingston upon Hull | [ 10 ] |
| World Seniors Championship 2020       | Jimmy White    | Ken Doherty      | 5 - 4     | 2020-2021 | Sheffield          | [ 11 ] |
| World Seniors Championship 2021       | David Lilley   | Jimmy White      | 5 - 3     | 2021-2022 | Sheffield          | [ 12 ] |
| UK Seniors Championship 2022          |                |                  |           | 2021-2022 | Kingston upon Hull |        |
| Seniors Irish Masters 2022            |                |                  |           | 2021-2022 | Kill               |        |
| World Seniors Championship 2022       |                |                  |           | 2022-2023 | Sheffield          |        |
| The Seniors Masters 2022              |                |                  |           | 2022-2023 | Londra             |        |